# Alcolea de Cinca
Pour les articles homonymes, voir Alcolea.
Alcolea de Cinca est une commune d’Espagne, dans la province de Huesca, communauté autonome d'Aragon comarque de Cinca Medio.

## Personnalités
- Ánchel Conte (1942-2023), écrivain aragonais